# سام لازار
سام لازار (بالإنجليزية: Sam Lazar)‏ هو عازف بيانو وموسيقي أمريكي، ولد في 1933 في سانت لويس في الولايات المتحدة.

## روابط خارجية
- سام لازار على موقع أول ميوزيك (الإنجليزية)